# Blutdollar

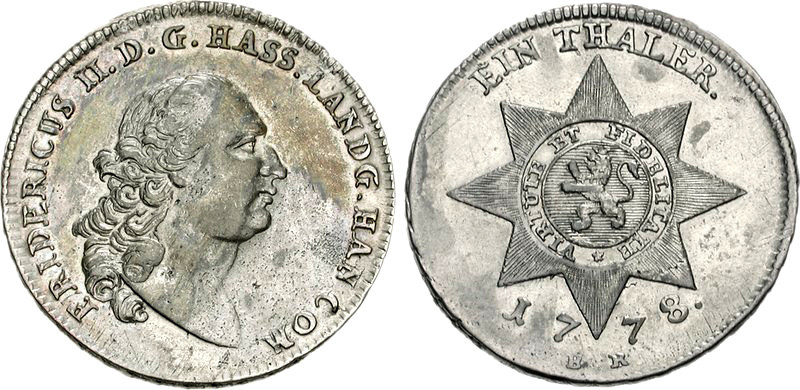
Sogenannter Blutdollar Friedrichs II. von Hessen-Kassel aus dem Jahr 1778 (Durchmesser 35 mm)

Der sogenannte Blutdollar, auch Sterntaler genannt, ist eine Talermünze der Landgrafschaft Hessen-Kassel, die 1776, 1778 und 1779 Landgraf Friedrich II. (1760–1785) prägen ließ. Der Taler erhielt in den britischen Kolonien an der Ostküste Nordamerikas den Namen Blood Dollar, weil man annahm, dass er zur Entlohnung der Soldaten diente, die der Landgraf an Großbritannien vermietet hatte. Die britische Krone setzte die Soldaten im Amerikanischen Unabhängigkeitskrieg (1775–1785) gegen die Kolonisten ein. Eine weitere Deutung des Talernamens bezieht sich auf die Annahme, dass Friedrich für die Münzproduktion das „Blutgeld“ verwendete, das er von Großbritannien für seine hessischen Soldaten erhielt.
Die Bezeichnung „Sterntaler“ wird meistens in Deutschland verwendet. Sie ist auf den Ordensstern der Rückseite bezogen, die den 1770 gestifteten Hausorden vom Goldenen Löwen zeigt. Gepräge mit dieser volkstümlichen Bezeichnung und dem Bild eines Sterns kommen nicht nur in Hessen-Kassel vor, sondern zum Beispiel auch auf mehreren Talerklippen Johann Georgs von Sachsen-Weißenfels.

## Geschichte

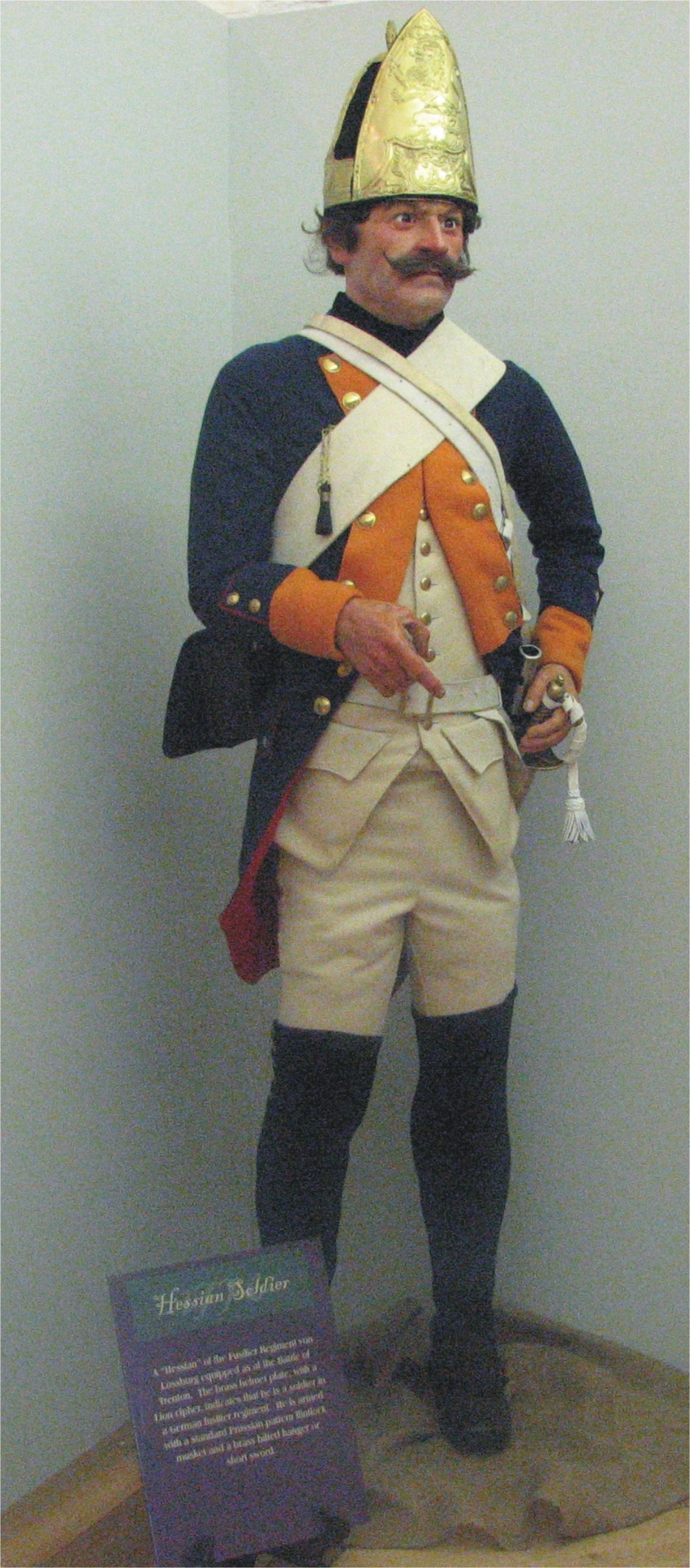
Hessische Soldaten brachten wahrscheinlich ihr Handgeld, die „Blutdollar“, nach Nordamerika mit. (Uniform eines hessischen Soldaten, Hessian Museum, Carlisle Barracks, Pennsylvania)

Die in Amerika als Blood Dollar bezeichneten hessischen Münzen waren Reichstaler zu 24 Guten Groschen. Sie wurden nicht für die Besoldung der hessischen Soldaten verwendet. Der Sold wurde von der britischen Krone mit britischem Geld ausgezahlt. Die in dieser Zeit dennoch in Amerika aufgetauchten hessischen Taler stammen wahrscheinlich aus dem Handgeld, das sie bei der Anwerbung erhalten hatten. Für die Prägung der Taler wurde das Silber aus den Kupfergruben bei Frankenberg an der Eder verwendet.
Die Taler dienten unter anderem dazu, die Familien zu entschädigen, die ihre Söhne im Amerikanischen Unabhängigkeitskrieg verloren hatten.

„Auf diesem makaberen Hintergrund basierend, entstand das Märchen von den Sterntalern, das die Gebrüder Grimm in der Umgebung von Kassel aufzeichneten.“

Es ist wahrscheinlich nur wenigen bekannt, dass das Märchen von den Sterntalern auf der Grundlage der hessischen Talermünze mit dem deutschen Münznamen „Sterntaler“ entstanden ist.
Landgraf Friedrich II. von Hessen-Kassel bezog große Subsidien für Soldaten, die er an die britische Krone vermietete. In der zeitgenössischen Geschichtmäßigen Beschreibung der Landgräflich-Heßischen Ganzen und Halben Taler ... von 1784 ist der Soldatenhandel unter Landgraf Friedrich II. erwähnt:

„Nach ausgebrochenen Amerikanischen Krieg liessen [Ihro Hochf. Durchl. der anjetzo regierende Herr Landgraf Friedrich II. von Hessen-Cassel] der Krone England ein nach und nach bis auf 13.472 Mann verstärktes Corps Ihrer Truppen gegen Subsidien von mehr als 450.000 Kronen Banco in Gold auch 30 Kronen Werbgeld und eben so viel vor einen verlehrnen [verlorenen] Mann zukommen […].“

Demnach überließ Friedrich II. zu dieser Zeit der Krone Großbritanniens ein bis auf 13.472 Mann verstärktes Korps seiner Truppen gegen Subsidien von mehr als 450.000 Kronen Banco in Gold. Außerdem erhielt der Landgraf nach dieser zeitgenössischen Beschreibung für einen Soldaten 30 Kronen Werbegeld und ebenso viel für einen verlorenen Mann. Da die hessischen Talermünzen auch in Nordamerika auftauchten, ist anzunehmen, dass Friedrich das Werbegeld nicht in englischen Kronen König Georgs III. (1760–1820) auszahlen ließ, sondern seine hessischen Münzen, die sogenannten Blut- oder Sterntaler dazu verwendete.
Der Soldatenhandel wurde zum Kritikpunkt seines Lebens. Beispiele dafür sind:
- Im Großen Conversationslexikon von 1847 bezeichnete man seinen Handel als Seelenverkäuferei:

„Berüchtigt machte er sich durch seine Seelenverkäuferei, indem er im Nordamerikanischen Kriege nach und nach 17.000 Hessen gegen eine bestimmte Summe in britischen Gold gab.“

- Um 1884 wurde in Meyers Konversationslexikon sein Handel mit Soldaten als Menschenhandel bezeichnet:

„Berüchtigt machte er sich durch seinen Menschenhandel, indem er im nordamerikanischen Krieg nach und nach 17.000 Hessen gegen 22 Mill. Thlr in britischen Sold gab.“

- Auch noch 1911 galt Friedrich laut Brockhaus’ Kleines Konversations-Lexikon als

„berüchtigt durch den Verkauf von 12.000 Mann an die britische Regierung zur Bekämpfung der nordamerikanischen Kolonien.“

Unterschiedliche Zahlen zu den verkauften Soldaten sind wahrscheinlich darauf zurückzuführen, dass gefallene, verwundete oder desertierte Soldaten ersetzt werden mussten. Die Angabe „12.000 Mann“ ist auf eine vertragliche Vereinbarung bezogen.
Der Blutdollar oder Sterntaler ist ein ausgeprägter Rechnungstaler im 131⁄3 Talerfuß zu 24 Gute Groschen. Das ist eine numismatische Besonderheit, da Rechnungsmünzen als tatsächliche Münzen eigentlich nicht existieren. Sie waren dazu erdacht, die Abrechnung zu vereinfachen. Im Vergleich dazu sind die im Konventionsfuß geprägten regulären Taler Konventionstaler bzw. Konventionsspeciestaler im höheren Wert zu 32 Gute Groschen.

## Münzbeschreibung
Der ausgeprägte Rechnungstaler Friedrichs II. von Hessen-Kassel ist eine silberne Talermünze mit einem Raugewicht von 23,83 Gramm und einem Feingewicht von 17,53 Gramm (nach Gerhard Schön). Der Durchmesser beträgt 35 Millimeter.

### Vorderseite
Auf der Vorderseite ist das Kopfbild des Landgrafen Friedrich II. von Hessen-Kassel aufgeprägt.
- Umschrift: FRIDERICUS II. D(ei). G(ratia). HASS(iae). LANDG(ravius). HAN(aw). COM(es).
  - Übersetzung: Friedrich II. von Gottes Gnaden, hessischer Landgraf, Graf von Hanau

### Rückseite
Die Rückseite zeigt den Ordensstern des Hausordens vom Goldenen Löwen mit der Devise VIRTUTE ET FIDELITATE (Tapferkeit und Treue). Darüber ist bogig die Wertangabe EIN THALER angegeben, darunter die Jahreszahl (1778) und BR, das Münzmeisterzeichen des Münzmeisters Balthasar Reinhard der Münzstätte Kassel.

## Nachbildung
Die Talermünzen sind nicht selten. Dennoch existieren Nachbildungen als Verkaufsobjekte, die als Nachprägungen bezeichnet sind. Die Herstellung übernahm die Deutsche Bundesbank, die Brüder Grimm-Gesellschaft e. V. und andere Institutionen. Sie sind in der Regel durch eine kleine Punze zum Beispiel mit „1000“ unten an der Büste erkennbar. Manipulationen an diesen Stücken sind jedoch nicht auszuschließen, die so zu Fälschungen werden können. Die Nachbildungen der Deutschen Bundesbank von 1976(?) sind nur am Prägebild im Detail durch Vergleich mit dem Original und am fehlenden Münzmeisterzeichen zu erkennen. Eine Kennzeichnung dieser Stücke fehlt.